# Чока-Бока
Чока-Бока (рум. Cioca-Boca) — село у повіті Ясси в Румунії. Входить до складу комуни Шкея.
Село розташоване на відстані 298 км на північ від Бухареста, 25 км на південь від Ясс.

## Населення
За даними перепису населення 2002 року у селі проживали 520 осіб, усі — румуни. Усі жителі села рідною мовою назвали румунську.